# Ormoy-lès-Sexfontaines
Ormoy-lès-Sexfontaines é uma comuna francesa na região administrativa de Grande Leste, no departamento de Haute-Marne. Estende-se por uma área de 5,53 km². Em 2010 a comuna tinha 43 habitantes (densidade: 7,8 hab./km²).